# Pneumonoultramicroscopicsilicovolcanoconiosis
Pneumonoultramicroscopicsilicovolcanoconiosis (prononcé /ˌnjuːmənoʊˌ ʌltrəˌ maɪkrəˈskɒpɪkˌ sɪlɪkoʊvɒlˌ keɪnoʊˌ koʊniˈoʊsɪs/), est un mot de 45 lettres inventé en 1935 par Everett M. Smith lors d'un évènement de la National Puzzlers' League. Il est synonyme de silicose.

## Origine et description
Ce mot est inventé lors de la réunion quotidienne de la Ligue nationale des amateurs de casse-tête par son président Everett M. Smith. Le mot figure ensuite dans le titre d'un article publié par le New York Herald Tribune le 23 février 1935, intitulé « Les amateurs de casse-tête ouvrent ici la 103e session en reconnaissant un mot de 45 lettres ».
Il s'agit du mot le plus long de la langue anglaise publié dans un dictionnaire populaire, à savoir l'Oxford English Dictionary. Ce dernier le définit comme « un long mot artificiel censé désigner une maladie pulmonaire causée par l'inhalation de cendres très fines et de poussière de sable ».
Les recherches cliniques et toxicologiques menées sur la silice cristalline volcanique ont trouvé peu voire aucune preuve de sa capacité à provoquer une maladie de type silicose (ou pneumoconiosis). Les analyses géochimiques ont montré qu'il existe des facteurs inhérents à la structure cristalline qui peuvent rendre la silice cristalline volcanique beaucoup moins pathogène que certaines autres formes de silice cristalline,.
La silicose est une forme de maladie pulmonaire professionnelle provoquée par l'inhalation de poussières de silice cristalline et se caractérise par une inflammation et des cicatrices sous forme de lésions nodulaires dans les lobes supérieurs des poumons. Il s'agit d'un type de pneumoconiose connu au Royaume-Uni et dans l'est des États-Unis sous le nom de « poumon noir ».

## Étymologie
Pneumonoultramicroscopicsilicovolcanoconiosis est le plus long mot de la langue anglaise. Le mot peut être analysé de la façon suivante :
1. Pneumono : du grec ancien (πνεύμων,  pneúmōn), qui désigne le poumon ;
2. ultra : du latin, signifiant au-delà ;
3. micro et scopic : du grec ancien, signifiant petit, faisant référence à la finesse des particules ;
4. silico- : du latin, silicium, silice ;
5. volcano : du latin, désignant les volcans ;
6. coni : du grec ancien (κόνις, kónis) qui désigne la poussière ;
7. -osis : du grec ancien, suffixe  indiquant une pathologie.

Bien que le nom se réfère à la maladie professionnelle connue sous le nom de silicose, son étymologie n'est pas correcte car la plupart des silicoses ne sont pas liées à l'extraction de poussières volcaniques.